# Landkreis Neumarkt in der Oberpfalz
Landkreis Neumarkt in der Oberpfalz är ett distrikt i Bayern, Tyskland. Distriktet ligger i Planungsregion Regensburg.

## Infrastruktur
Genom distriktet passerar motorvägen A3.